# 구와나 시립 중앙도서관
구와나 시립 중앙도서관(일본어: 桑名市立中央図書館 구와나 시리쓰 주오토쇼칸[*], 영어: Kuwana City Central Library)은 일본 미에현 구와나시에 소재한 공공도서관이다. 1947년에 개관하였으며, 2004년 현재 위치에 신축되었다. 일본에서 처음 PFI 방식으로 건설 및 운영되고 있는 도서관이며, 일본의 지자체와 도서관 관계자로부터 주목받았다. 개관 시간은 9시부터 21시까지이다. 구와 시립 중앙도서관의 약어는 kcl이며, 기본 이념은 '언제나, 어디서나, 누구나'이다.

## 구와나 미디어 라이브
구와나 미디어 라이브(くわなメディアライヴ 구와나 메디아 라이부[*])는 구와나 시립 중앙 도서관이 입주하는 건축물로 보건 센터 · 근로 청소년 홈, 다목적 홀이 있는 복합 시설이다. 사토 종합 계획이 설계하고 카시마 건설이 건축하였다.

## 이용 안내
PFI 도입 전에 비히여 개관 시간이 길어진 것 뿐만 아니라 연간 개관 일수가 10% 증가했다. 1일 평균 2,114명이 입장하고 있다.

## 주변
도서관 주변은 구와나 시의 중심 시가지이며, JR · 긴테쓰 · 요로 철도 구와나역 및 산기 철도 니시쿠와나 역이 인근에 있다.